# Leonor de Woodstock
Leonor de Woodstock (18 de junio de 1318-22 de abril de 1355) fue una princesa inglesa y consorte del duque de Güeldres por matrimonio. Fue regente de Güeldres como guardián de su hijo menor desde 1343 hasta 1344.
Leonor nació en el Palacio de Woodstock como hija de Eduardo II de Inglaterra y su consorte, Isabel de Francia. Fue la hermana menor de Eduardo III de Inglaterra y la segunda esposa de Reinaldo II de Güeldres, "el Negro". Su abuelo materno fue Felipe IV de Francia.

## Vida

### Primeros años
Leonor fue nombrada así como tributo a su abuela paterna, Leonor de Castilla. En 1324 se quedó bajo la tutela de Leonor de Clare y luego fue mandada con Rodolfo de Monthermer e Isabella Hastings junto a su hermana menor Juana en Pleshey. En 1325, hubo negociaciones entre Inglaterra y la Castilla para Leonor fuera prometida a Alfonso XI de Castilla, pero no fue posible debido a la dote.
Leonor se reunió con su madre y en 1330 negociaciones fueron hechas para que ella y su hermano Juan de Eltham se casaran con un hijo o hija de su familia Felipe VI de Francia, sin embargo, tampoco fue posible.

### Duquesa de Güeldres
En mayo de 1332 Eleanor se casó con el conde reinante de Güeldres, Reinaldo II "el Negro", de la Casa de Wassenberg, un matrimonio arreglado por la prima de su madre, Juana de Valois. El novio, bastante oscuro de piel y personalidad, era un viudo con cuatro hijas. Conocido por haber mantenido prisionero a su padre por seis años.
Como Eleanor había partido desde Sandwich, su dote incluía un traje de novia, ropa española, capas, guantes, zapatos, una cama, especias raras y azúcar. Fue bien recibida en Güeldres.
Debido a su infancia infeliz, Leonor creció nerviosa y con demasiada ansia por complacer a su esposo, quien se cansó de ella y la mandó fuera de la Corte (1338) pretendiendo que era leprosa. Él entonces intentó anular el matrimonio. Leonor apareció en la Corte en Nimega para ir en contra de la anulación, y se desnudó demostrando que no tenía la lepra, así forzando a su esposo a que la aceptara. Murió de una caída de su caballo el 12 de octubre de 1343.

### Regencia
Tras la muerte de su esposo, Leonor se volvió regente de Güeldres para su hijo de nueve años, Reinaldo. Ella y Reinaldo más tarde se pelearon por hacer las paces con su hermano menor, y él le confiscó las tierras.

### Muerte
El 22 de abril de 1355, doce años después de enviudar, Leonor murió de pobreza en un convento cisterciano a los 36 años. Había sido demasiado orgullosa para pedirle ayuda a su hermano Eduardo III y fue enterrada en Deventer Abbey. Su tumba tuvo la simple inscripción de LEONOR; sin embargo, en Inglaterra, en la parte sur de la tumba de la reina Felipa de Henao en la Abadía de Westminster hay una imagen de ella y su esposo.

## Descendencia
Leonor tuvo dos hijos:
- Reinaldo III "el gordo" (1334–1371)

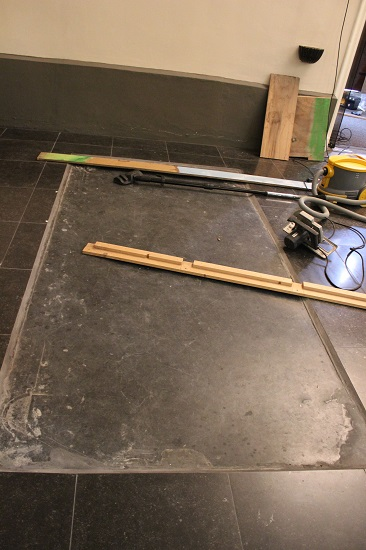
La tumba de Leonor de Woodstock Tombstone en el Broederenchurch en Deventer.

- Eduardo de Güeldres (1336–1371).